# 道格拉斯-普克算法
拉默-道格拉斯-普克演算法（英語：Ramer–Douglas–Peucker algorithm），又称道格拉斯-普克演算法（英語：Douglas–Peucker algorithm）和迭代端点拟合算法（英語：iterative end-point fit algorithm），是一种将线段组成的曲线降采样为点数较少的类似曲线的算法。它是最早成功地用于制图综合的算法之一。

## 思路
该算法的目的是，给定一条由线段构成的曲线（在某些情况下也称为折线），找到一条点数较少的相似曲线。该算法根据原曲线与简化曲线之间的最大距离（即曲线之间的豪斯多夫距离）来定义 "不相似"。简化曲线由定义原始曲线的点的子集组成。

## 算法

用道格拉斯-普克算法简化一条分段线性曲线。

起始曲线是一组有序的点或线，距离维度 ε > 0。
该算法递归划分线。最初，它被赋予了第一点和最后一点之间的所有点。它自动标记要保留的第一点和最后一点。然后它找到离以第一点和最后一点为终点的线段最远的点；这个点显然是曲线上离终点之间的近似线段最远的点。如果这个点离线段的距离比 ε 更近，那么在简化曲线不比 ε 差的情况下，可以舍弃任何当前没有标记保留的点。
如果离线段最远的点大于近似值 ε，那么该点必须保留。该算法以第一点和最远点递归调用自身，然后以最远点和最后一点调用自身，其中包括最远点被标记为保留。
当递归完成后，可以生成一条新的输出曲线，该曲线由所有且仅由那些被标记为保留的点组成。

在RDP的参数化实现中，改变 ε 的影响。

### 非参数化的拉默-道格拉斯-普克演算法
ε 的选择通常由用户定义。像大多数线拟合/多边形逼近/主点检测方法一样，它可以通过使用数字化/量化引起的误差边界作为终止条件来实现非参数化。

### 伪代码
（假设输入是一个索引从1开始的数组）
```
function
 DouglasPeucker(PointList[], epsilon)
    // Find the point with the maximum distance
    dmax = 0
    index = 0
    end = length(PointList)
    
for
 i = 2 to (end - 1) {
        d = perpendicularDistance(PointList[i], Line(PointList[1], PointList[end]))
        
if
 (d > dmax) {
            index = i
            dmax = d
        }
    }
    
    ResultList[] = empty;
    
    // If max distance is greater than epsilon, recursively simplify
    
if
 (dmax > epsilon) {
        // Recursive call
        recResults1[] = DouglasPeucker(PointList[1...index], epsilon)
        recResults2[] = DouglasPeucker(PointList[index...end], epsilon)

        // Build the result list
        ResultList[] = {recResults1[1...length(recResults1) - 1], recResults2[1...length(recResults2)]}
    } 
else
 {
        ResultList[] = {PointList[1], PointList[end]}
    }
    // Return the result
    
return
 ResultList[]

end
```

链接：https://karthaus.nl/rdp/ （页面存档备份，存于）

## 应用
该算法用于处理矢量图形和制图综合。它并不总是保留曲线的非自交属性，这导致了变体算法的发展。
该算法广泛应用于机器人技术中，对旋转式测距扫描仪获取的测距数据进行简化和去噪处理；在这个领域，它被称为分割合并算法，归功于Duda和Hart。

## 复杂度
该算法在由 {\displaystyle n-1} 段和 {\displaystyle n} 个顶点组成的折线上运行时的时间由递归 {\displaystyle T(n)=T(i+1)+T(n-i)+O(n)} 给出，其中 {\displaystyle i\in \{1,\ldots ,n-2\}} 是伪代码中的索引值。在最坏的情况下，每次递归调用时，{\displaystyle i=1} 或 {\displaystyle i=n-2}，该算法的运行时间为 {\displaystyle \Theta (n^{2})}。在最好的情况下，在每次递归调用时，{\displaystyle i=\lfloor n/2\rfloor } 或 {\displaystyle i=\lceil n/2\rceil }，在这种情况下，运行时间具有 {\displaystyle O(n\log n)} 的众所周知的解（通过分治法的主定理）。
使用（全或半）动态凸包数据结构，算法所进行的简化可以在 {\displaystyle O(n\log n)} 时间内完成。

## 类似算法
线简化的替代算法包括：
- Visvalingam–Whyatt
- Reumann–Witkam
- Opheim simplification
- Lang simplification
- Zhao-Saalfeld

## 延伸阅读
- Urs Ramer, "An iterative procedure for the polygonal approximation of plane curves", Computer Graphics and Image Processing, 1(3), 244–256 (1972) doi:10.1016/S0146-664X(72)80017-0
- David Douglas & Thomas Peucker, "Algorithms for the reduction of the number of points required to represent a digitized line or its caricature", The Canadian Cartographer 10(2), 112–122 (1973) doi:10.3138/FM57-6770-U75U-7727
- John Hershberger & Jack Snoeyink, "Speeding Up the Douglas–Peucker Line-Simplification Algorithm", Proc 5th Symp on Data Handling, 134–143 (1992). UBC Tech Report TR-92-07 available at http://www.cs.ubc.ca/cgi-bin/tr/1992/TR-92-07 （页面存档备份，存于）
- R.O. Duda and P.E. Hart, "Pattern classification and scene analysis", (1973), Wiley, New York (https://web.archive.org/web/20110715184521/http://rii.ricoh.com/~stork/DHS.html)
- Visvalingam, M; Whyatt, JD.  (技术报告). Discussion Paper. Cartographic Information Systems Research Group (CISRG), The University of Hull. 1992  [2020-12-18]. 10. （原始内容存档于2021-01-30）.